# Guillaume de Beaujeu
Pour les articles homonymes, voir Beaujeu.
Guillaume de Beaujeu (parfois cité comme Guillaume de Beaulieu), né vers 1233 et mort le 25 mai 1291 lors du Siège de Saint-Jean-d'Acre, est le 21e maître de l'Ordre du Temple et le dernier en Terre sainte. Son secrétaire, le Templier de Tyr, affirme que sous son mandat le Temple fut « honoré et redouté ». Le sultan Malik al-Arshaf, son ennemi, l'appelle « véritable et sage » dans une lettre de 1290. Il a été l'ami de plusieurs souverains occidentaux et orientaux.

## Origine
Guillaume de Beaujeu, né vers 1233, est membre de la famille de Beaujeu en Beaujolais. Son père, Guichard de Beaujeu-Montpensier, est cousin du roi de France Louis VIII. Guillaume est, de ce fait, un cousin issu de germain de Louis IX et de Charles Ier d'Anjou. Il est parfois présenté comme étant originaire de Bourgogne et seigneur de Sevans mais il s'agit d'un autre Guillaume de Beaujeu qui n'a rien à voir avec le grand-maître du Temple. En effet, posséder une seigneurie en son nom propre était impossible pour un templier.
Sa mère Catherine était la fille de Guillaume VIII, Dauphin d'Auvergne, et son père Guichard était seigneur de Montpensier de 1216 à 1256.
Il est donc le frère d'Humbert de Beaujeu, connétable de France et d'Héric de Beaujeu, maréchal de France.

## Entrée dans l'ordre du Temple
La réception de Guillaume de Beaujeu s'est faite avant 1253, peut-être même avant 1250 car il n'accompagne pas ses frères et son oncle à la septième croisade. Il est envoyé en Terre sainte entre cette date et 1260, date à laquelle il fait partie d'une expédition contre des Turcomans dans la région de Tibériade. Il est fait prisonnier au cours d'une embuscade et est racheté par rançon avec d'autres frères du Temple.
Durant les années 1260, il assista à la guerre de Saint-Sabas entre communes italiennes, guerre qui divisa profondément la noblesse des Etats latins d'Orient et les ordres militaires. Baybars, sultan mamelûk d'Egypte, en profita pour conquérir de nombreuses places fortes chrétiennes et pour détruire la principauté d'Antioche.
En 1271, Guillaume de Beaujeu est commandeur de la province de Tripoli puis maître de la province du royaume de Sicile durant deux ans. Il est probablement envoyé là-bas pour prendre contact avec Charles d'Anjou, son cousin, dont les ambitions méditerranéennes pouvaient servir à sauver l'Orient latin menacé par les Mamelûks.

## Maître de l'ordre du Temple
Guillaume de Beaujeu est toujours en Sicile lorsqu'il est élu maître de l'Ordre du Temple, le 13 mai 1273. Le chapitre désigne le frère Goufier (de Roannais) comme grand commandeur tenant lieu de maître en attendant son arrivée et envoya les frères Bertrand de Fox et Guillaume de Ponçon le chercher.
Il participe d'abord au deuxième concile de Lyon où il défend son ordre et prépare le terrain pour Charles d'Anjou en s'opposant au projet de croisade de Jacques Ier d'Aragon. Il part ensuite en Angleterre afin de récupérer les sommes importantes empruntées par Édouard Ier d'Angleterre (acte signé à Londres le 11 août 1274).
Il arrive en septembre 1275 dans la ville d'Acre, seule grande ville restante des établissements chrétiens en Orient avec Tripoli, Tyr et Beyrouth. Il fait alors en sorte d'évincer Hugues III de Chypre, alors roi de Jérusalem, pour préparer l'arrivée des Angevins. 
Pendant une dizaine d'années, il entretient des relations cordiales avec les Mamelouks évitant une nouvelle vague de conquête. Les Angevins offrent aux États latins une respiration temporaire, jusqu'à ce que les Vêpres siciliennes viennent mettre fin aux prétentions de Charles Ier d'Anjou sur le reste de la Méditerranée. Guillaume de Beaujeu, désormais seul maître en ville, permet le retour des Lusignans de Chypre sur le trône de Jérusalem et appelle de ses vœux une nouvelle croisade qui ne verra pas le jour. Cependant, ça serait à cause d'un incident entre des italiens et des musulmans d'Acre que se serait rallumé la guerre avec l'Egypte. En 1291, le sultan d'Égypte, Al-Achraf Khalîl, débute le siège de Saint-Jean-d'Acre. Guillaume de Beaujeu, qui aurait tout fait pour éviter cette situation, appelle les princes francs à l'aide. Il aurait activement participé à la défense de la ville en conduisant plusieurs sorties. Lorsque les Mamelouks parviennent à rompre les remparts d'Acre et y pénètrent le 17 mai 1291, il se serait lui-même rendu à la brèche, accompagné de chevaliers du Temple et du maître de l'Hôpital, Jean de Villiers. Pendant le combat, il reçoit une flèche sous l'aisselle. Étant ramené vers les lignes arrière, il aurait été apostrophé par des chevaliers pisans qui l'auraient supplié de ne pas fuir, et à qui il aurait répondu : « je ne m'enfuis pas, je suis mort », avant de se rendre à la commanderie où il succombera peu après de ses blessures. Il est enterré dans la chapelle du Temple, au moment où les assiégeants prennent la ville. Tandis que Thibaud Gaudin, son futur successeur, organise l'évacuation des trésors du Temple, Pierre de Sevry, maréchal de l'ordre, supervise la dernière défense de la ville.

## Les hommes de son temps
Au cours de sa vie et comme maître de l'ordre du Temple, Guillaume de Beaujeu a côtoyé des hommes remarquables :
- Grégoire X, Pape lors du deuxième concile de Lyon[6].
- Hugues Revel, grand maître des Hospitaliers au cours de ce même concile[6].
- Bohémond VII de Tripoli, prince d'Antioche avec qui il avait des relations conflictuelles[6].
- Tommaso Agni, patriarche latin de Jérusalem à Saint-Jean-d'Acre lors d'un convention signée entre les vénitiens et la seigneurie de Tyr[6].
- Nicolas Lorgne, grand maître des Hospitaliers, à l'origine de la médiation entre le prince d'Antioche et les Templiers[6].
- Jean de Villiers, également grand maître des Hospitaliers qui était à ses côtés lors de la bataille de Saint-Jean d'Acre.